# Filippo Bonzanigo
Filippo Bonzanigo (* 23. März 1839 in Bellinzona; † 21. Januar 1904 ebenda) war ein Schweizer Anwalt, Politiker und Nationalrat der Christlichdemokratischen Volkspartei (CVP).

## Biografie
Filippo Bonzanigo wurde als Sohn des Ingenieurs Pietro Bonzanigo und seiner Frau Angiolina Venzi geboren. Er besuchte in Bellinzona das Gymnasium am Benediktinerinternat und das Lyzeum in Lautrach im Allgäu. Nach Abschluss der Schule studierte er zunächst am Polytechnikum Zürich. Hier schloss er sich im Sommersemester 1857 dem Corps Rhenania an. Anschliessend studierte er Rechtswissenschaften an der Universität Siena.
Nach dem Studium liess er sich in Bellinzona als Anwalt nieder und betätigte sich in der konservativen Partei als Politiker. Von 1873 bis 1889 und von 1893 bis 1904 war er Tessiner Grossrat. In den Jahren 1876, 1880 und 1884 war er Präsident des Tessiner Kantonsparlaments. 1877 gehörte er für einige Monate der ersten konservativen Regierung des Nuovo Indirizzo an. 1886 gehörte er dem Leitungsausschuss zum Gesetzesprojekt über die Freiheit der Katholischen Kirche als Referent an.
Nach den Parlamentswahlen 1887 war Bonzanigo bis 1893 Mitglied des Schweizer Nationalrats. Von 1891 bis 1892 präsidierte er die kantonalen Konstituanten.